# Vibrisseaceae
Vibrisseaceae es una familia de hongos en el orden Helotiales. La familia fue circunscrita por el micólogo Richard Korf en 1990 incluyendo a los géneros Vibrissea, Chlorovibrissea, y Leucovibrissea. Según el Dictionary of the Fungi (10.ª Edición, 2008), la familia comprende 5 géneros y 59 especies.
Los miembros de Vibrisseaceae tienen ascosporas entre filiformes y cilíndricas.